# Prvo bolgarsko cesarstvo
Prvo bolgarsko cesarstvo (bolgarsko Първo българско царство, latinizirano: Pârvo bâlgarsko carstvo), srednjeveška država, ki so jo okoli leta 681 na severovzhodnem Balkanu ustanovili Prabolgari z združitvijo s sedmimi slovanskimi plemeni. Cesarstvo se je na višku svoje moči raztezalo od sedanje Budimpešte do Črnega morja in Dnepra v sedanji Ukrajini do Jadranskega morja.
Ko je država utrdila svoj položaj na Balkanu, je vzpostavila odnose z Bizantinskim cesarstvom, ki so bili včasih prijateljski, včasih pa tudi ne. Bolgarija je bila namreč glavni bizantinski nasprotnik na Balkanu, kar je sprožilo več vojn. Obe državi sta uživali tudi obdobja miru in zavezništva, od katerih je najvidnejše zavezništvo med drugim arabskim obleganjem Konstantinopla, ko so Bolgari odigrali ključno vlogo pri prekinitvi obleganja.
Bizantinci so imeli močan kulturni vpliv na Bolgarijo, kar je pripeljalo tudi do pokristjanjenja Bolgarije leta 864. Po razpadu Avarskega kanata so Bolgari svoje ozemlje razširili na Panonsko nižino v sedanji Madžarski. Kasneje so se soočili s prodirajočimi Pečenegi in Kumani in dosegli odločilno zmago nad Madžari, s čimer so jih prisili, da se za stalno naselijo v Panonski nižini.
V poznem 9. in zgodnjem 10. stoletju je car Simeon I. izvojeval vrsto zmag nad Bizantinci in razširil Bolgarski cesarstvo do njegovega viška. Po uničenju bizantinske vojske v bitki pri Aheloju leta 917, so Bolgari leta 923 in 924 oblegali Konstantinopel. Bizantinci so se kasneje opomogli in leta 1014 pod poveljstvom Bazilija II. napadli in uničili Bolgare v bitki na Belasici. Do leta 1018 so se vdale vse bolgarske utrdbe in Prvo bolgarsko cesarstvo je propadlo. Leta 1185 ga je nasledilo Drugo bolgarsko cesarstvo.
Bolgarija je po sprejetju krščanstva leta 864 postala kulturno središče slovanske Evrope. Njen vodilni kulturni položaj se je še okrepil z iznajdbo cirilice, po kateri se je literatura stari bolgarščini kmalu začela širiti proti severu. Stara bolgarščina je postala lingua franca vzhodne Evrope, kjer je postala znana kot stara cerkvena slovanščina. Leta 927 je bil ustanovljen in uradno priznan popolnoma neodvisen Bolgarski patriarhat. Sredi 10. stoletja se je kot reakcija na  bizantinske vplive v Cerkvi v Bolgariji rodila vplivna sekta bogomilov.

## Ime
Prvo bolgarsko cesarstvo se je po letu 681, ko ga je priznalo Bizantinsko cesarstvo, imenovalo preprosto Bolgarija.  Nekateri zgodovinarji zanj uporabljajo ime Donavska Bolgarija, Prva bolgarska država  ali Prvo bolgarsko carstvo. V letih od 681 do 684 se je država imenovala tudi Bolgarski kanat ali Donavski bolgarski kanat, da bi se razlikovala od Volške Bolgarije, ki jo je ustanovila druga skupina Prabolgarov. Na začetku se je država imenovala tudi Bolgarska država   ali Bolgarski kaganat. V obdobju od leta 864 do 917/927 je bila znana tudi kot Bolgarska kneževina oziroma Kneževina Bolgarija.
Po ustanovitvi zveze med Prabolgari in Slovani zaradi vzajemne obrambe pred Bizantinskim cesarstvom na jugu in Avari na severozahodu, se je v Prvem bolgarskem cesarstvu vladalo skladno z prabolgarsko tradicijo s kanom na čelu države. Slovani so obdržali velik del svoje avtonomije in njihov jezik in običaji so tako preoblikovali prabolgarsko kulturo in družbo, da je cesarstvo nazadnje postalo slovanska država.

## Zgodovinsko ozadje
V obdobju poznega Rimskega cesarstva je bilo ozemlje sedanje Bolgarije razdeljeno na več provinc: Mala Skitija, Spodnja in Zgornja Mezija, Trakija, Prva in Druga Makedonija, Dakija (severno od Donave), Dardanija, Rodopi in Hemimont in je imelo mešano prebivalstvo romaniziranih Getov in heleniziranih Tračanov. V 6. in zgodnjem 7. stoletju se je na to ozemlje v več zaporednih valovih priselilo slovansko prebivalstvo in povzročilo skoraj popolno, vsaj jezikovno, slovanizacijo regije.

### Prabolgari
Najbolj razširjena teorija o preklu Prabolgarov trdi, da so bili ogursko turško prebivalstvo Zahodnega turškega kaganata, ostanka Hunskega cesarstva.
Velika Bolgarija je ime Hazarskega kaganata sredi 7. stoletja, v katerem je vladal kan Kubrat. Velika Bolgarija je do 680. let osvojila precejšen del Balkanskega polotoka.
Glavni viri podatkov  o Veliki Bolgariji so dela bizantinskega patriarha Nikiforja I. in Teofana Spovednika iz 9. stoletja, prevodi kronista Ivana Nikiujskega o političnih odnosih med Veliko Bolgarijo in Bizantinskim cesarstvom, opisi prabolgarskih plemen v armenski  geografiji Anania Širakaci (Prikaz sveta) iz 7. stoletja, korespodence hazarskega kagana Josifa kmalu pred padcem Velike Bolgarije in nekaj malega iz Imenika bolgarskih kanov. Analize omejenih bizantinskih in armenskih virov kažejo, da je država segala od spodnjega toka Donave na zahodu do Črnega in Azovskega morja na jugu, reke Kuban na vzhodu in Doneca na severu. Glavno mesto države je bila Fanagorija ob Azovskem morju. Kubrat je bil bizantinski zaveznik, razpad Stare Velike Bolgarije pa je povzročil  pritisk Hazarov z vzhoda v drugi polovici 7. stoletja.

### Nastanek bolgarske narodnosti
Izgleda, da je bilo število Prabolgarov mnogo manjše od števila Slovanov, med katere so se naselili. Med 7. In 10. stoletjem so Prabolgare postopoma absorbirali Slovani. Prevzeli so slovanski jezik in se med vladanjem Borisa I. leta 864 spreobrnili v krščanstvo bizantinskega obreda.
Sodobni Bolgari zase običajno trdijo, da so južnoslovanskeka porekla, čeprav so bili Južni Slovani samo ena od skupnosti, so bile živele na bolgarskem ozemlju. Novonastajajoča narodnost je vase absorbirala tudi več drugih skupnosti, med katerimi so bili najpomembnejši romanizirani stari Trako-Romani in helenizirani Trako-Bizantinci. Identificirala se je z Prabolgari in vzela njihovo ime za ime svoje države. Sodobni Bolgari še naprej slavijo svojo prvotno neslovansko bolgarsko državo in tračanske prednike, čeprav istočasno privzemajo slovansko identiteto.

## Zgodovina

### Ustanovitev Bolgarije
Leto ustanovitve bolgarske države je odvisno od razlage njene zgodovine. Po prvi razlagi se je eno od prabolgarskih plemen pod vodstvoma kana Asparuha po porazu s Hazari preselilo proti zahodu v sedanjo Besarabijo. Asparuh je po uspešni vojni z Bizantinci leta 680 zasedel še Mezijo in Dobrudžo.  Leta 681 je z Bizantinci podpisal mirovno pogodbo in dosegel priznanje neodvisnosti države. Leto 681 se zato običajno jemlje kot začetek sodobne Bolgarije.
Druga teorija trdi, da je Velika Bolgarija kljub velikim ozemeljskim izgubam v korist Hazarov uspela v 670. letih poraziti Hazare. Po tej teoriji je Asparuh neposredni naslednik kana Kubrata, zato nekateri raziskovalci trdijo, da je bila sodobna Bolgarija ustanovljena leta 632, ko je kan Kubrat ustanovil Staro Veliko Bolgarijo.

#### Utrditev položaja na Balkanu
Po odločilni zmagi v bitki pri Ongali leta 680 je vojska Prabolgarov in Slovanov prodirala proti južnemu Balkanu, ponovno porazila Bizantince in jih zatem prisilila k podpisu ponižujoče mirovne pogodbe, ki je pomenila priznanje nove države na meji njihovega cesarstva. Bizantinci so morali poleg tega Bolgarom plačevati tudi letni tribut. Vojna s Hazari na vzhodu se je nadaljevala in leta 700 je Asparuh v bitki s Hazari umrl. Bolgari so izgubili svoje ozemlje ob Dnestru, ozemlje na zahodu pa jim je uspelo obdržati. Prabolgari in Slovani so nato sklenili pogodbo, s katero je poglavar države postal bolgarski kan, ki se je obvezal, da bo branil državo pred Bizantinci. Slovanski voditelji so dobili precejšnjo samostojnost in obvezo, da branijo severno mejo države pod Karpati pred vdori Avarov.
Asparuhov naslednik kan Tervel je leta 705 pomagal odstavljenemu cesarju Justinijanu II. pri ponovnem vzponu na prestol. V zameno je dobil ozemlje Zagore v severni Trakiji, kar je pomenilo prvo širitev države proti jugu. Tri leta kasneje je Justinijan poskušal na silo povrniti podarjena ozemlja, vendar je pri bila njegova vojska  v  bitki pri Aheloju poražena. Kan Tervel je leta 716 z Bizantinski cesarstvom podpisal pogodbo o sodelovanju in med obleganjem Konstantinopla leta 717–718 poslal na pomoč 50.000 vojakov. V odločilni bitki z Arabci so Bolgari pobili približno 30.000 njihovih vojakov. Kana Tervela so razglasili za odrešitelja Evrope.

#### Notranja nestabilnost in borba za preživetje
Leta 753 je umrl kan Sevar, ki je bil zadnji potomec iz plemena Dulo. Po njegovi smrti se je v kanatu začela dolga politična kriza, ki je mlado državo privedla do roba propada. V samo petnajstih letih je kanatu vladalo kar sedem kanov in vse so umorili. V državi sta bili dve glavni struji: del plemstva je zahteval brezkompromisno vojno z  Bizantinci, medtem ko je drugi del želel spore rešiti po mirni poti. Nestabilnost v državi je izkoristil bizantinski cesar Konstantin V. (745–775), ki je proti Bolgariji sprožil kar devet velikih vojnih pohodov in jo poskušal zbrisati s političnega zemljevida. Leta 763 je porazil bolgarskega kana Teleca v bitki pri Ahelonu dlje proti severu pa mu ni uspelo prodreti. Leta 775 je kan Telerig od Konstantina z zvijačo izvabil imena vseh njegovih pristašev in vohunov na bolgarskem dvoru v Pliski in jh dal usmrtiti.  Med vladanjem njegovega naslednika kana Kardama se je vojna sreča po veliki zmagi v bitki pri Markeli leta 792 obrnila. Bizantinci so bili popolnoma poraženi in bili prisiljeni Bolgarom ponovno plačevati tribut. Bolgarska kriza se je končala in začelo se je obdobje stabilne in močne države.

### Širjenje ozemlja
Med vladanjem kana Kruma (803–814) se je Bolgarija razširila proti severozahodu in jugu, zasedla ozemlje med Donavo in Moldovo, celotno ozemlje sedane Romunije, Sofijo (809), Odrin (813) in ogrozila sam Konstantinopel. V letih 804-806 je bolgarska vojska popolnoma uničila Avarski kanat in ob srednji Donavi vzpostavila mejo s Frankovskim cesarstvom. Leta 811 je prepričljivo porazila bizantinsko vojsko v bitki pri Vrbiškem prelazu. V bitki je padel tudi bizantinski cesar Nikefor I. in iz njegove lobanje so naredili kelih. Krum je prevzel iniciativo, vdrl v Trakijo in leta 813 ponovno porazil Bizantince v bitki pri Versinikiji. Bizantinci so na pogajanjih po bitki nameravali zahrbtno umoriti kana, Krum pa je zatem oplenil celo Trakijo, zasedel Odrin in njegovih 10.000 prebivalcev preselil v Prekdonavsko Bolgarijo in se začel pripravljati za napad na Konstantinopel. Izdelati je dal 5.000 z železnimi ploščami oklepljenih vozov za prevoz oblegovalne opreme, zato so Bizantinci za pomoč zaprosili celo frankovskega cesarja Ludvika Pobožnega. Zaradi nenadne smrti velikega kana so priprave na napad prekinili.  Kan Krum je reformiral zakonodajo, s katero je uvedel enaka pravila in kazni za vse prebivalce svoje države, s čimer je poskušal zmanjšati revščino in utrditi socialne vezi v zelo razširjeni državi.
Kan Omurtag (814–831) je po nizu krvavih spopadov v prvem desetletu 9. stoletja  sklenil z Bizantinci tridesetletno mirovno pogodbo in obema državama omogočil obnovitev gospodarstva in financ. Med njegovim vladanjem so se do leta 827 utrdile severozahodne bolgarske meje s Frankovskim cesarstvom na srednji Donavi. V prestolnici Pliski se je začelo obširno graditi mogočne palače, poganske templje, vladarjevo rezidenco, trdnjavo, citadelo, vodovod in kopališče. Zgradbe so bile zgrajene večino iz kamna in opeke.

Med kratkim vladanjem kana Malamirja (831–836) so držav priključili Plovdiv. Pod kanom Presijanom (836–852) so Bolgari osvojili večino Makedonije in meje države pomaknili na Jadransko in Egejsko morje. Osvajanje Makedonije je bilo verjetno večinoma mirno, saj bizantinski zgodovinarji ne omenjajo nobenega večjega odpora.
Bolgari so se od leta 839 do 842 vojskovali tudi s Srbi, vendar v treh letih niso dosegli nobenega uspeha.

### Bolgarija pod Borisom I.
Vladanje Borisa I. se je začelo s številnimi težavami. Država se je že deset let vojskovala z Bizantinci, Frankovskim cesarstvom, Veliko Moravsko, Hrvati in Srbi, sklepala številna neuspešna zavezništva in menjavala strani. Avgusta 863 je se je začelo štirideset dni trajajoče obdobje potresov. Letina je bila slaba, kar je v celi državi povzročilo splošno lakoto, povrh tega pa so pridelke napadle še kobilice. 

#### Pokristanjenje Bolgarov
Leta 864 so Bizantinci med vladanjem Mihaela III. napadli Bolgarijo zaradi suma, da namerava Boris I. sprejeti krščanstvo zahodnega obreda. Ko je Boris I. izvedel za napad, se je začel pogajati za mir. Bizantinci so osvojili nekaj svojega prejšnjega ozemlja v Makedoniji, njihova ednina zahteva pa je bila, da Bolgari sprejmejo krščanstvo iz Konstantinopla in ne iz Rima. Kan Boris I., se je z zahtevo strinjal in se dal septembra 865 krstiti. Privzel je ime svojega botra, bizantinskega cesarja Mihaela in postal Boris-Mihael. Poganski vladarski naslov kan je opustil in ga zamenjal s knezom. Razlog za prestop v krščanstvo prav za prav ni bila bizantinska invazija, ampak kanovo predvidevanje, da bi uvedba enotne vere zaključila in utrdila nastajanje bolgarskega naroda, ki je bil še vedno razdeljen na verski osnovi. Vedel je tudi, da ga krščanska Evropa brez tega ne bo spoštovala in da bodo krščanski podpisniki vse njegove pogodbe ignorirali na verski osnovi.
Bizantinski cilj ponudbe je bil z mirom doseči  tisto, česar v dveh stoletjih niso dosegli z vojno: preko krščanske vere počasi absorbirati Bolgare in jih spremeniti v satelitsko državo. Najvišje položaje v novoustanovljeni Bolgarski cerkvi so seveda zasedli Bizantinci, ki so pridigali v grščini. Knez Boris I. se je tega dobro zavedal, zato je leta 866, ko je Konstantinopel zavrnil podelitev samostojnosti Bolgarski cerkvi, poslal v Rim delegacijo z izjavo, da želi sprejeti krščanstvo zahodnega  obreda in papežu Nikolaju I. postavil 115 vprašanj. Bolgarski vladar je nameraval izkoristiti rivalstvo med rimsko in konstantinopelsko Cerkvijo in ustanoviti neodvisno Bolgarsko cerkev, s katero bi tako Bizantincem kot papežu preprečil preko vere vmešavati se v bolgarske notranje zadeve. Papež je Borisu poslal odgovore na njegova vprašanja in dva škofa s spremstvom, ki naj bi pokristjanila bolgarsko prebivalstvo. Tako kot Bizantinci tudi papež Nikolaj I. in njegov naslednik Hadrijan II. nista bila pripravljena priznati neodvisnosti Bolgarske cerkve. Papeževa odločitev je ohladila odnose med obema stranema, Bizantinci pa so zaradi bolgarskega odklona proti Rimu postali mnogo molj spravljivi. Leta 870 je na četrtem koncilu v Konstantinoplu Bolgarska cerkev dobila avtonomijo pod vrhovnim vodstvom konstantinopelskega patriarha in postala prva Cerkev, ki je bila uradno ločena od Rima in Konstantinopla. Leta 893 je stara bolgarščina postala tretji uradni jezik, ki so ga krščanske Cerkve uporabljale v svoji liturgiji in literaturi.

#### Oblikovanje slovanske pisave
Četudi je bolgarskemu knezu uspelo doseči neodvisnost Bolgarske cerkve, so visoka duhovščina in cerkvene knjige ostali še vedno grški, kar je oviralo spreobračanje prebivalcev v novo vero. V letih 860 do 863 sta bizantinska meniha grškega porekla sveti Ciril in Metod  na ukaz bizantinskega cesarja, ki je nameraval pokristjaniti Veliko Moravsko, oblikovala prvo slovansko abecedo glagolico. Poskus pokristjanjenja je spodletel in leta 886 so njune učence Klimenta Ohridskega, Nauma Preslavskega in Angelarija pregnali iz Velike Moravske. Po vrnitvi v Bolgarijo jih je toplo sprejel knez Boris I. in ukazal, naj se pod vodstvom Klimenta in Neuma ustanovita dve teološki akademiji, na katerih bi se v domačem jeziku šolali bodoči bolgarski duhovniki. Klimenta je poslal v Ohrid, kjer je v letih 886 do 893 poučeval 3.500 učecev. Neum je v Pliski ustanovil literarno šolo in jo kasneje preselil v novo prestolnico Preslav. Med Preslavskim koncilom leta 893 so Bolgari privzeli glagolico in staro cerkveno slovanščino (staro bolgarščino) za svoj uradni državni in cerkveni jezik. Grško duhovščino so izgnali iz države. V zgodnjem 10. stoletju so v preslavski literarni šoli izoblikovali novo pisavo cirilico.

### Zlata doba
V poznem 9. in zgodnjem 10. stoletju se je Bolgarija na jugu razširila v Epir in Tesalijo in na zahodu v Bosno in obvladovala celotno ozemlje sedanje Romunije in vzhodne Madžarske. Sredi 9. stoletja je kot odgovor na bolgarsko ekspanzijo na zahod preko Morave nastala srbska država. Srbski vladarji so se z menjavanjem strani spretno upirali bolgarskim napadom vse do leta 924, ko jih je popolnoma podjarmil general Marmais. Bolgarija pod carjem Simeonom I. Velikim, ki se je šolal v Konstantinoplu, je ponovno resno ogrozila Bizantinsko cesarstvo in dosegla svoje največji obseg. Simeon I. je upal, da bo zavzel Konstantinopel, zato je med svojim dolgoletnim vladanjem (893–927) sprožil vrsto vojn proti Bizantinskemu cesarstvu. Meje Bolgarije so malo pred njegovo smrtjo na jugu dosegle severno mejo Atike in Simeon si je nadel naslov "car Bolgarov in avtokrat Grkov". Papež je njegov naslov priznal, bizantinski cesar in ekumenski patriarh vzhodne pravoslavne cerkve pa ne. Proti koncu vladanja sta mu cesar in patriarh priznala naslov "car (cesar) Bolgarov".
V letih 894 do 896 je porazil Bizantince in njihove zaveznike Madžare v tako imenovani trgovinski vojni. Povod za vojnno je bila prestavitev središča bolgarskega trgovanja iz Konstantinopla v Solun. Bizantinska vojska je bila v odločilni bitki pri Bulgarofigonu leta 896 popolnoma uničena in vojna se je končala z mirovno pogodbo v korist Bolgarov, ki jo je Simeon I. pogosto kršil. Leta 904 je zasedel Solun, ki so ga pred tem izropali Arabci, in ga vrnil Bizantincem šele potem, ko je od njih dobil s Slovani poseljen del Makedonije in dvajset trdnjav v Albaniji, med njimi tudi Drač.
Po nemirih, ki so zajeli Bizantinsko cesarstvo po smrti cesarja Aleksandra leta 913, je Simeon I. napadel bizantinsko Trakijo, vendar so ga prepričali, naj napad ustavi in se vrne na uradno prizanje njegovega cesarskega naslova in poroko svoje hčerke z mladoletnim cesarjem Konstantinom VII.. Simeon je napad ustavil, ker je  pričakoval, da bo postal regent mladega cesarja in nekaj časa vladal Bizantinskemu cesarstvu. Po zaroti na bizantinskem dvoru je Konstantinova mati, cesarica Zoa, zavrnila poroko in Simeonov naslov in obe strani sta se začeli pripravljati na odločilno bitko. Simeon je do leta 917 preprečil vsak poskus svojega nasprotnika, da bi sklenili zavezništvo z Madžari, Pečenegi in Srbi in Bizantinci so se morali bojevati sami. Vojski sta se udarili 20. avgusta 917 pri Aheloju v eni od največjih bitk srednjega veka. Bizantinci so doživeli poraz brez primere in pustili na bojišču 70.000 mrtvih. Ostanek njihove vojske so Bolgari zasledovali in porazili v bitki pri Katasirti. Konstantinopel so rešili Srbi, ki so napadli Bolgare z zahoda. Srbi so doživeli popoln poraz, vendar so dali bizantinskemu generalu in bodočemu cesarju Romanu Lekapenu nekaj dragocenega časa, da je pripravil obrambo mesta. V naslednjem desetletju so Bolgari zavladali na celem Balkanu, razen v Konstantinoplu in na Peloponezu.
Leta 927 je bolgarski vojvoda Alogobotur napadel Hrvaško in se v bitki, ki jo pogosto imenujejo bitka na bosanskem višavju, spopadel z vojsko hrvaškega kralja Tomislava. Hrvati so popolnoma uničili bolgarsko vojsko in ustavili njihovo širjenje proti zahodu.

### Upadanje
Po Simeonovi smrti je začela bolgarska moč postopoma upadati. V mirovni pogodbi leta 927 so Bizantinci uradno priznali cesarski naslov Simeonovemu sinu Petru I. in Bolgarski patriarhat. Mir z Bizanci Bolgariji kjub temu ni prinesel blaginje. Mladi car je že na začetku svojega vladanja naletel na notranje težave in spore s svojimi brati in bil v 930. letih prisiljen priznati neodvisnost Raške. Najhujši udarec je prišel s severa, kjer je država od leta 934 do 965 pretrpela kar pet napadov Madžarov. Leta 944 so jo napadli Pečenegi, ki so izropali severovzhodne predele cesarstva. Med vladanjem Petra I. in Borisa II. je bila država notranje razklana zaradi herezije bogomilov.
Leta 968 je Bolgarijo napadla Kijevska Rusija. Svjatoslav I. Kijevski je zasedel Preslav in ustanovil svojo prestolnico v Preslavcu.  Tri leta kasneje se je v vojno vmešal bizantinski cesar Ivan I. Cimisk in med obleganjem Dorostorja porazil Svjatoslava. Borisa II. so Bizantinci ujeli in mu v Konstantinoplu obredno odvzeli cesarski naslov. Vzhodno Bolgarijo so razglasili za bizantinski protektorat.

### Propad
Po bizantinski izdaji je v bolgarskih rokah ostalo samo ozemlje zahodno od reke Iskar. Odpor proti Bizantincem so vodili bratje Komitopuli. Leta 976 se je po smrti starejših treh bratov  vsa oblast združila v rokah četrtega brata Samuila. Ko je zakoniti naslednik bolgarskega prestola  Roman pobegnil iz bizantinskega ujetništva, ga je Samuil v Vidinu priznal za cesarja in zatem postal vrhovni poveljnik bolgarske vojske. Kot izjemen general in dober politik je uspel vojno srečo obrniti na bolgarsko stran. Leta 986 je v bitki pri Trajanovih vratih prepričljivo porazil novega bizantinskega cesarja Bazilija II., ki je komaj ušel z bojišča. Pet let kasneje je porazil še srbsko državo Raško.
Roman, ki je bil zadnji potomec Krumove dinastije, je leta 997 umrl in Samuil se je proglasil za bolgarskega cesarja. Po letu 1001 se je vojna sreča obrnila na bizantinsko stran. Leta 1001 so zasedli prestolnici Plisko in Preslav in na začetku leta 1004 začeli nov pohod proti Bolgarom. Dodatno korist so imeli tudi od vojne med Bolgarijo in Ogrskim kraljestvom, ustanovljenim leta 1003. Bizantinski zmagi v bitkah pri Sperheju in Skopju sta dokončno oslabeli bolgarsko vojsko in cesar Bazilij je začel z vsakoletnimi vojnimi pohodi sistematično uničeval bolgarske utrdbe. V bitki na Belasici leta 1014 je bila bolgarska vojska dokončno poražena. Po bitki so 99 od 100 bolgarskih ujetnikov oslepili, stotemu pa pustili eno oko, da je lahko svoje rojake odpeljal domov. Cesar Bazilij je dobil nadimek Bolgarokton – Ubijalec Bolgarov. Car Samuil je ob pogledu na svojo slepo vojsko umrl zaradi srčne kapi. Do leta 1018 so se vdale vse bolgarske utrdbe in Bolgarsko cesarstvo je bilo razpuščeno.

## Kultura
Kulturno dediščino Prvega bolgarskega cesarstva historiografi običajno imenujejo plisko-preslavska kultura. Pliska in Preslav sta bili prestolnici cesarstva, v katerih se je ohranilo največ spomenikov. Mnogo spomenikov iz tega obdobja so odkrili tudi v okolici Madare, Šumena, Novega Pazarja in vasi Han Krum v severovzhodni Bolgariji, pa tudi na ozemlju sedanje Romunije, kjer jo zgodovinarji imenujejo  dridujska kultura. Ostanke so našli tudi v južni Besarabiji, ki je zdaj razdeljena med Ukrajino in Moldovo.

### Arhitektura
Najpomembnejše značilnosti zgodnje bolgarske arhitekture so bile monumentalne zgradbe, značilne za Rimsko, ne pa tudi za takratno Bizantinsko cesarstvo. V Pliski sta bili dve glavni vrsti zgradb: zgradbe iz lesa in opeke in obrambno obzidje, zgrajeno iz velikih kamnitih blokov, povezanih z malto. Enak način zidave se je uporabljal tudi pri gradnji preslavske trdnjave, vojaškega tabora v Han Krumu, lovski palači v Madari in trdnjavi na otoku Păcuiul lui Soare. Trdnjave so bili zgrajene večinoma na ravninah in se po tem razlikujejo od trdnjav iz Drugega bolgarskega cesarstva.
Po prevzemu krščanstva leta 864 so se začele intenzivno graditi cerkve in samostani, med njimi Velika bazilika v Pliski, ki je bila z dolžino 99 metrov ena največjih zgradb tistega časa, in Zlata cerkev v Preslavu. Cerkve so bile večinoma troladijske. Bolgarska prestolnica je bila poznana tudi po keramiki, s katero so krasili javne in verske zgradbe. Čudovite ikone in cerkveni oltarji so izdelani iz posebnih keramičnih ploščic. V mestu so bile tudi številne zlatarske in srebrarske delavnice, ki so izdelovale čudovit nakit.

### Keramika
Eden od najbolj zanimivih pojavov v plisko-preslavski kulturi je bilo krašenje palač in cerkva z lakiranimi keramičnimi ploščicami, ki kaže na bližnjevzhodni (arabski) vpliv. Ploščice so bile poslikane večinoma z geometrijskimi liki ali rastlinskimi motivi, nekatere tudi s podobami svetnikov.  Med slednjimi je najbolj znana dobro ohranjena ikona sv. Teodorja, sestavljena iz dvajsetih ploščic, ki so jo našli v ruševinah samostan sv. Pantelejmona v predmestju Preslava. Ploščice so bile ploščate ali cevaste in so bile razporejene v frize s ponavljajočimi se vzorci. Zaradi uničenja Pliske in Preslava so se ohranili samo fragmenti in detajli keramičnega okrasja. Večina najdenih ploščic je bila iz delavnic v Preslavu in njegovi okolici, predvsem iz vasi  Patleina.
Glavna najdišča bolgarske lončevine za domačo rabo so nekropole v Novem Pazarju, Devnji in Varni. Posoda je bila izdelana na lončarskem vretenu, kar je v nasprotju s slovansko prakso. Za žganje lončevine so se uporabljale  dvonadstropne peči. Oblika in poslikava zgodnje bolgarske lončevine je podobna tisti, ki so jo odkrili na severnem Kavkazu, Krimu in obalah Azovskega morja.

### Književnost
Bolgarska književnost je najstarejša slovanska književnost. Ciril in Metod, misijonarja iz Soluna, sta izoblikovala pisavo glagolico, ki jo je Bolgarsko cesarstvo privzelo okoli leta 886. Pisava in stara cerkvena slovanščina (bolgarščina) sta sprožili bogato književno in kulturno dejavnost, predvsem okoli preslavske in ohridske šole, ki so ju na Borisov ukaz ustanovili leta 886. Na začetku 10. stoletja se je v preslavski literarni šoli na osnovi grške pisave in glagolske kurzive razvila nova pisava cirilica. Alternativna teorija trdi, da je pisavo razvil bolgarski učenjak in Cirilov in Metodov učenec sv. Kliment Ohridski  v ohridski literarni šoli. Bolgarski zavetnik je postal pobožen menih in puščavnik sv. Ivan Rilski (876–946).
Med vladanjem carja Simeona I. so se na njegovem dvoru zbirali številni učenjaki, ki so prevedli ogromno število knjig iz grščine in napisali mnogo izvirnih del. Med najbolj slavnimi osebnostmi so bili Konstantin Preslavski, Ivan Eksarh in Černorizec Hrabri, za katerega so nekateri strokovnjaki prepričani, da se je za njim skrival Simeon. Černorizec Hrabri je napisal priljubljeno Pripoved o črkah (Сказание о писменех), Kliment Ohridski je prevedel veliko število verskih knjig iz grščine, Ivan Eksarh je napisal Šestodnev in prevedel Pravoslavno krščanstvo Ivana Damaščana, velik prispevek pa je dal tudi Naum Preslavski. Bolgarski učenjaki in njihova dela so imela velik vpliv na večino slovanskega sveta. Staro cerkveno slovanščino, glagolico in cirilico so razširila v Kijevsko Rusijo, srednjeveško Srbijo, srednjeveško Hrvaško, pa tudi v neslovanska okolja, na primer v Vlaško in Moldavijo.

## Religija
Prabolgari in Slovani so tudi po ustanovitvi bolgarske države prakticirali svoje prvotne domače religije. Bolgarska religija je bila enoboštvena – verjeli so v boga neba Tangro. Ko sta Omurtag in Leon V. Armenec leta 815 podpisala mirovno pogodbo, je bizantinski cesar prisegel po bolgarskih običajih. Bizantinski zgodovinarji so zapisali, da večina slovanskih vladarjev opravlja razne poganske obrede. 
Slovani so prakticirali mnogoboštvo. Njihov najvišji bog je bil Perun. Obstajajo dokazi, da je bilo krščanstvo razširjeno že v prvih 150 letih obstoja države.
Sredi 9. stoletja se je Boris I. odločil privzeti krščanstvo, da bi s tem trdno povezal prebivalstvo svoje države.